# آرتموتیل
آرتموتیل (انگلیسی: Artemotil) یک شیزونت کش خونی سریع الاثر است که به طور خاص برای درمان مالاریا پلاسمودیوم فالسیپاروم مقاوم به کلروکین و موارد مالاریا مغزی به کار می‌رود. این ماده یک مشتق نیمه مصنوعی از آرتمیزینین است که یک فراورده طبیعی گیاه چینی Artemisia annua است. این ماده هم‌اکنون تنها به عنوان داروی خط دوم در موارد شدید مالاریا استفاده می شود.